# Masako Hozumi
Masako Hozumi (穂積 雅子?; Fukushima, 11 settembre 1986) è una pattinatrice di velocità su ghiaccio giapponese.

## Palmarès

### Olimpiadi
- Argento a Vancouver 2010 nell'inseguimento a squadre.

### Mondiali - Distanza singola
- Bronzo a Vancouver 2009 nell'inseguimento a squadre.

### Giochi asiatici
- Oro a Astana/Almaty 2011 nei 3000 metri.
- Oro a Astana/Almaty 2011 nei 5000 metri.
- Argento a Changchun 2007 nei 3000 metri.
- Argento a Astana/Almaty 2011 nella gara in linea.

### Campionati asiatici
- Oro a Tomakomai 2009.
- Oro a Obihiro 2010.
- Oro a Changchun 2013.
- Argento a Harbin 2011.